# Guilherme Teichmann
Guilherme Frantz Teichmann (Concórdia, 3 de setembro de 1983) é um jogador brasileiro de basquetebol. Atualmente defende o União Corinthians no Novo Basquete Brasil.

## Início
Teichmann começou no basquete em Santa Cruz do Sul, inspirado pelo Corinthians-RS, equipe local que disputava o Campeonato Nacional. Jogou dos 11 aos 15 anos na categorias de base do clube gaúcho. Mudou-se depois para São Paulo, onde jogou na base do Monte Líbano. Aos 17 anos, foi para o Vasco da Gama, onde teve sua primeira experiência em uma equipe adulta profissional. Deixou o clube em 2001, quando foi fazer faculdade nos Estados Unidos.

## Carreira universitária
Guilherme disputou por quatro anos o basquetebol universitário americano. Nos dois primeiro anos, jogou a NJCAA, defendendo o South Plains College Texans. No terceiro ano, transferiu-se para a Universidade de Tulsa, onde jogou os dois anos seguintes na NCAA. Fez um duplo-duplo na sua estreia pela equipe, com 14 pontos e 10 rebotes. Em Terminou a temporada 2004–05 como o terceiro colocado na Western Athletic Conference em tocos por jogo. Em Tulsa, concluiu sua formação em Marketing.
| Ano      | Equipe   | PJ | PT | MPJ  | FG%  | 3P%  | LL%  | RT  | AS  | BR  | TO  | PPJ |
| -------- | -------- | -- | -- | ---- | ---- | ---- | ---- | --- | --- | --- | --- | --- |
| 2003–04  | Tulsa    | 29 | 24 | 22.0 | .413 | .283 | .648 | 6.0 | 1.0 | .6  | .6  | 6.1 |
| 2004–05  | Tulsa    | 29 | 28 | 22.2 | .500 | .318 | .527 | 6.2 | 1.4 | 1.2 | 1.7 | 6.4 |
| Carreira | Carreira | 58 | 52 |      | .455 | .300 | .587 | 6.1 | 1.2 | .9  | 1.1 | 6.3 |

## Carreira profissional
Após concluir a faculdade, Guilherme voltou ao Brasil, onde disputou o Campeonato Nacional de Basquete Masculino de 2006 pelo Ajax, de Goiânia.

### Limeira (2006–2009)
Chegou ao Limeira em 2006, para a disputa do Campeonato Paulista de 2006. Ajudou o Limeira a ser campeão paulista de 2008, sendo eleito para a Seleção de Ouro da FPB pelo seu destaque na equipe. Disputou pelo Limeira a primeira edição do NBB, liderando a liga em tocos e sendo o quinto colocado em rebotes Disputou o primeiro Jogo das Estrelas do NBB.

### Flamengo (2009–2012)
Assinou pelo Flamengo para a disputa da temporada 2009–10. Na sua primeira temporada pelo clube, Teichmann chegou a sua primeira final do NBB, terminando o torneio como vice-campeão. Na vitória sobre o Saldanha da Gama por 109–72, Teichmann marcou seu recorde pessoal de pontos em um jogo do NBB, 28 pontos. Ao final da temporada, o ala-pivô renovou por mais dois anos com o rubro-negro.
Em 2010–11, o Flamengo foi o quarto colocado na fase regular do NBB, sendo eliminado por Franca nas semifinais. Teichmann ganhou mais tempo em quadra e conseguiu sua maior marca de rebotes por jogo na temporada regular. Em novembro de 2011, foi diagnosticado com um tumor testicular, voltando a disputar um jogo oficial somente em março de 2012. No retorno, foi decisivo na vitória por 97–96, na prorrogação, contra Limeira. Nos Playoffs, o Flamengo caiu novamente nas semifinais.

### Franca (2012–2013)
Assinou pelo Franca em 2012, assumindo logo a condição de capitão da equipe. Foi um dos pilares do Franca, que caiu nas quartas-de-final do NBB, contra o Bauru, com Teichmann jogando no sacrifício.

### Limeira (2013–2015)
A forte ligação com a cidade e a busca por jogar num time competitivo trouxeram Teichmann de volta ao Limeira. Na primeira temporada do retorno, teve média de 19,1 minutos, 6,2 pontos e 5,1 rebotes por jogo. Em 2014–15, fez parte da campanha histórica que levou o Limeira ao segundo lugar na fase regular no NBB (25–5), caindo nas semifinais dos Playoffs.

### Rio Claro (2015–2016)
Para a temporada 2015–16, Teichmann assinou com o Rio Claro. No segundo jogo da temporada do NBB, quebrou seu recorde pessoal de assistências no torneio, realizando 9 passes decisivos. Contra o Basquete Cearense
, em 9 de dezembro, tornou-se o segundo jogador na história do NBB a chegar a marca de 200 tocos. No mesmo jogo, quebrou mais um recorde pessoal ao conseguir 16 rebotes.
Participou também do Jogo das Estrelas e do torneio de enterradas.

## Seleção Brasileira
Teichmann foi campeão dos Jogos Pan-Americanos de 2007 com a seleção brasileira masculina. Em 2008, foi convocado para o Campeonato Sul-Americano.
Foi convocado para outros importantes campeonatos.

## Prêmios/Recordes individuais
Teichmann é o líder de tocos e enterradas da história do NBB e um dos líderes em rebotes.
Conhecido por uma excelente defesa, já foi selecionado diversas vezes para o time ideal do NBB.

## Presidente da Associação de Atletas
Em 2017, Teichmann foi escolhido e nomeado como presidente da Associação de Atletas da Liga Nacional (AAPB) 

## Estatísticas
|  | Líder da liga |

### Temporada regular do NBB
| Ano               | Equipe            | PJ  | MPJ  | 2P%  | 3P%  | LL%  | RT  | AS  | BR  | TO  | PPJ  |
| ----------------- | ----------------- | --- | ---- | ---- | ---- | ---- | --- | --- | --- | --- | ---- |
| 2008–09           | Limeira           | 28  | 31.1 | .586 | .299 | .571 | 7.2 | 1.8 | 1.6 | 2.1 | 13.4 |
| 2009–10           | Flamengo          | 26  | 22.8 | .612 | .313 | .583 | 5.7 | 1.1 | .9  | .7  | 10.0 |
| 2010–11           | Flamengo          | 28  | 25.9 | .636 | .300 | .488 | 7.5 | 1.7 | 1.2 | .5  | 10.4 |
| 2011–12           | Flamengo          | 7   | 13.2 | .750 | .000 | .538 | 2.9 | .4  | .6  | .0  | 5.3  |
| 2012–13           | Franca            | 34  | 27.9 | .520 | .229 | .400 | 7.1 | 3.1 | 1.7 | 1.2 | 9.3  |
| 2013–14           | Limeira           | 16  | 19.1 | .609 | .500 | .429 | 5.1 | 1.5 | .9  | .8  | 6.2  |
| 2014–15           | Limeira           | 28  | 14.4 | .632 | .000 | .463 | 3.3 | 1.6 | 1.1 | .6  | 4.6  |
| 2015–16           | Rio Claro         | 28  | 30.2 | .673 | .400 | .481 | 8.5 | 2.9 | 1.4 | .9  | 9.4  |
| 2016-17           | Pinheiros         | 32  | 20.5 | 660  | 000  | 640  | 7.4 | 2.4 | 1.2 | 1.0 | 7.2  |
| 2017-             | Minas             | 15  | 27.0 | 560  | 000  | 48.5 | 8.0 | 4.2 | 1.5 | 2.0 | 9.2  |
| Carreira          | Carreira          | 195 | 24.5 | .605 | .285 | .490 | 6.3 | 2.0 | 1.3 | 1.0 | 9.1  |
| Jogo das Estrelas | Jogo das Estrelas | 3   |      |      |      |      |     |     |     |     | 10.0 |

### Playoffs do NBB
| Ano      | Equipe    | PJ | MPJ  | 2P%  | 3P%  | LL%  | RT  | AS  | BR  | TO  | PPJ  |
| -------- | --------- | -- | ---- | ---- | ---- | ---- | --- | --- | --- | --- | ---- |
| 2009     | Limeira   | 4  | 31.9 | .548 | .222 | .667 | 6.8 | 1.5 | 1.3 | 1.3 | 12.0 |
| 2010     | Flamengo  | 11 | 19.9 | .706 | .429 | .593 | 4.8 | 1.1 | .8  | .8  | 11.0 |
| 2011     | Flamengo  | 7  | 22.9 | .625 | .286 | .500 | 5.3 | 1.3 | .9  | .6  | 7.6  |
| 2012     | Flamengo  | 9  | 9.9  | .524 | .000 | .500 | 1.9 | .4  | .3  | .2  | 2.8  |
| 2013     | Franca    | 5  | 30.4 | .583 | .250 | .467 | 7.4 | 2.4 | 1.8 | 1.6 | 11.6 |
| 2014     | Limeira   | 5  | 15.8 | .652 | .000 | .375 | 2.4 | 1.4 | .8  | .6  | 6.6  |
| 2015     | Limeira   | 7  | 12.7 | .833 | .000 | .429 | 2.6 | 1.4 | .4  | .1  | 4.7  |
| 2016     | Rio Claro | 8  | 26.4 | .750 | .000 | .450 | 6.5 | 2.6 | 1.6 | .3  | 7.9  |
| 2017     | Pinheiros | 14 | 23.1 | 814  | 000  | 540  | 6.4 | 2.8 | 1   | 1.8 | 6    |
| Carreira | Carreira  | 56 | 20.1 | .657 | .270 | .514 | 4.5 | 1.4 | .9  | .6  | 7.8  |

### FIBA Liga das Américas
| Ano      | Equipe   | PJ | MPJ  | FG%  | 3P%  | LL%  | RT  | AS  | BR  | TO  | PPJ  |
| -------- | -------- | -- | ---- | ---- | ---- | ---- | --- | --- | --- | --- | ---- |
| 2009–10  | Flamengo | 3  | 29.3 | .429 | .111 | .500 | 6.0 | 2.0 | 1.3 | 1.0 | 7.3  |
| 2010–11  | Flamengo | 6  | 29.5 | .525 | .385 | .455 | 9.0 | 2.2 | 2.3 | 1.5 | 12.0 |
| Carreira | Carreira | 9  | 29.4 | .500 | .273 | .471 | 8.0 | 2.1 | 2.0 | 1.3 | 10.4 |

## Títulos
Estaduais: 5
Nacionais: 3

Internacionais: 2